# Luzula ulophylla
Luzula ulophylla là một loài thực vật có hoa trong họ Juncaceae. Loài này được (Buchenau) Cockayne & Laing mô tả khoa học đầu tiên năm 1911.